# Bar Hill
Bar Hill – wieś w Anglii, w hrabstwie Cambridgeshire, w dystrykcie South Cambridgeshire. Leży 9 km na północny zachód od miasta Cambridge i 84 km na północ od Londynu.